# Leptodirini
Tribu
Les Leptodirini est une tribu de coléoptères de la famille des Leiodidae comprenant six sous-tribus.

## Liste des sous-tribus
Selon Fauna Europaea :
- Anthroherponina
- Bathysciina
- Bathysciotina
- Leptodirina
- Pholeuina
- Spelaeobatina